# Jean Zermatten
 (janvier 2025).
Pour les articles homonymes, voir Zermatten.
Jean Zermatten, né le 2 mars 1948 à Sion, est un juriste suisse, ancien président du comité des droits de l'enfant de l'ONU (2011-2013), il fut le premier Suisse à y siéger.

## Biographie
Fils de l'écrivain Maurice Zermatten, il suit des études de droit à l'Université de Fribourg puis devient juge ad hoc de la Chambre pénale des mineurs, de Fribourg avant d'être nommé président et doyen du tribunal des mineurs du canton du Valais, poste qu'il occupera durant 25 ans entre 1980 et 2005.
De 1989 à 1999, il est en plus chargé de cours aux facultés de Droit et de Lettres de l'Université de Fribourg.[réf. nécessaire]
En 1995, il fonde l'Institut international des droits de l'enfant (IDE) à Bramois qu'il dirige pendant presque 20 ans (1995-2014).
En 2007, il obtient le titre de docteur honoris causa de l'Université de Fribourg.
En 2014, il reçoit le titre de  docteur honoris causa de l'université de Genève
En septembre 2009, il a reçu le prix 2009 de la Fondation Divisionnaire F.-K. Rünzi.
Jean Zermatten fait aussi partie de la direction scientifique de plusieurs programmes académiques, tels que le Master International en droits de l’enfant ou le diplôme en expertises psycho-judiciaires pour enfants et adolescents et a participé à l'élaboration de plusieurs lois et projets de loi au niveau national ; il est en particulier l'auteur du Concordat romand sur l’exécution de la privation de liberté des mineurs, membre de la commission d’experts de révision de la partie générale du code pénal suisse, et auteur de l'avant-projet de la loi fédérale sur la procédure pénale applicable aux mineurs.
En 2018, il est élu à la constituante valaisanne sous les couleurs d'Appel Citoyen[réf. nécessaire].

## Publications
- Tribunal des mineurs : Le Petit Tailleur et autres histoires de galère, Saint-Maurice, Saint-Augustin, coll. « Aire de Famille », 2002, 181 p. (ISBN 978-2-88011-277-6, lire en ligne)
- 10 petits Contes pour ne pas s’endormir, Les droits de l’enfant, Saint-Augustin, 2004, 271 p. (ISBN 978-2-88011-347-6, lire en ligne)Illustrations de Barak Oormazdi et préface de Roger Moore
- (en) Avec Pierre Yves Albrecht, The White Archer, Lulu, 2006 (ISBN 978-0-9785127-6-7)
- (en) Avec Caroll Bellamy, Realizing the Rights of the Child, Ruffer & Rub Pub, 2007, 301 p. (ISBN 978-3-907625-34-7)

Il a également réalisé la préface de La délinquance des jeunes : L'insécurité en question d'Olivier Guéniat, ainsi que de Cannabis, haschich et cie : Un enjeu pour l'individu, la famille et la société, de Nicolas Donzé et Marc Augsburger.